# Rolf Ekéus
Rolf Ekéus (ur. 7 lipca 1935 w Kristinehamn) – szwedzki dyplomata.
W latach 1983–1988 pełnił funkcję przedstawiciela Szwecji na Konferencji Rozbrojeniowej (CD) w Genewie.
Od 19 kwietnia 1991 do 30 czerwca 1997 był przewodniczącym Specjalnej Komisji Narodów Zjednoczonych ds. Iraku (UNSCOM), w której kierował inspektoratami uzbrojenia. Jego prace w tej dziedzinie zostały uhonorowane Pokojową Nagrodą Wateler przyznawaną przez Carnegie Foundation w 1997 roku.
W trakcie swojej kariery był szwedzkim dyplomatą w Bonn, Nairobi, Nowym Jorku i Hadze. W latach 1997–2000 był szwedzkim ambasadorem w Stanach Zjednoczonych.
Od 1 lipca 2001 do 30 czerwca 2007 pełnił urząd Wysokiego Komisarza do spraw Mniejszości Narodowych w strukturach OBWE.
W 2000 został członkiem Królewskiej Szwedzkiej Akademii Nauk.
Ekéus przygotował dwa raporty dla szwedzkiego rządu. Pierwszy to analiza i ocena szwedzkiej polityki bezpieczeństwa podczas zimnej wojny. Drugi dotyczy politycznych i wojskowych wtargnięć na szwedzkie wody terytorialne od 1980.
Jest członkiem zarządu Międzynarodowej Komisji ds. Osób Zaginionych.